# Bronin
Bronin – wieś w Polsce położona w województwie łódzkim, w powiecie zgierskim, w gminie Stryków. Wraz z wsią Wrzask tworzy sołectwo Wrzask-Bronin.
W latach 1975–1998 miejscowość należała administracyjnie do ówczesnego województwa łódzkiego.
Wierni Kościola Katolickiego należą do parafii św. Szczepana w Koźlu.